# Sparattosyce
Sparattosyce es un género con dos especies de plantas de flores pertenecientes a la familia  Moraceae.

## Especies seleccionadas
- Sparattosyce balansae
- Sparattosyce dioica